# Политический спектр
В большинстве исследований полити́ческий спектр (полити́ческая пози́ция, полити́ческая ориента́ция, полити́ческие координа́ты и так далее) — способ моделирования размещения различных политических взглядов на развитие и жизнь мира, страны, государства, общества и так далее, путём их расположения на одной или более геометрических осях, представляющих независимые политические точки зрения.
Основоположником методики моделирования политических процессов считается Л. Ф. Ричардсон, выпустивший в 1919 году соответствующую работу. В 1928 году это направление получило развитие после выхода в свет исследования С. А. Райса «Количественные методы в политической науке». Математическое моделирование в политологии развивалось и в 1950—1960 годах (Бихевиоризм).
Самый широко используемый спектр включает в себя «правое крыло» и «левое крыло», данные понятия исходно относились к расположению мест во французском Учредительном собрании XVIII века.
На простейшей классической оси «право — лево» коммунизм и анархизм обычно располагают на краю слева, социал-демократия — слева от центра, либерализм — в центре, консерватизм и национализм — справа от центра, а фундаментализм и фашизм — на крайнем правом фланге.
Однако исследователи часто высказываются о том, что простая ось «лево — право» не успешна в описании существующих различий в политических убеждениях, и поэтому часто используются иные оси. Игнорируя различия в названиях противоположных полюсов осей в исследованиях, чаще всего можно наблюдать двухосную модель, в которой одна ось представляет культурные аспекты, а другая — политические. Каждая из осей имеет два полюса: индивидуализм и коллективизм. В то время как левых относят к индивидуалистам по общественным и культурным вопросам, и к коллективистам по отношению к экономическим вопросам, правые — коллективисты в вопросах культуры и общественной жизни и индивидуалисты в вопросах экономики.
Родерик Штакельберг писал: «Чем в большей степени человек считает абсолютное равенство между всеми людьми желательным условием, тем левее он будет в идеологическом спектре. Чем в большей степени человек считает неравенство неизбежным или даже желательным, тем правее он будет».

## Ранние исследования
В 1950 году Леонард Фергюсон провёл анализ политических ценностей, используя шкалы, измеряющие отношение к:
- Контролю рождаемости
- Смертной казни
- Цензуре
- Коммунизму
- Эволюции
- Закону
- Патриотизму
- Вере
- Содержанию заключённых
- Войне.

Данные факторы он собрал в три фактора, названные им религионизм, гуманитарианизм и национализм:
- Религионизм характеризовался верой в Бога и негативным отношением к контролю рождаемости и эволюционизму.
- Гуманитарианизм выступал против жестокого обращения с заключёнными, смертной казни и войны.
- Национализм оперировал категориями цензуры, закона, патриотизма и коммунизма.

Последний фактор — национализм обнаружил свою несостоятельность.

### Исследования Айзенка
Некоторое время спустя Ганс Айзенк начал исследования политических предпочтений в Британии. В своей книге он утверждает, что скомпилировал список политических заявлений, найденных им в газетах и политических документах и провёл опрос испытуемых на предмет согласия или несогласия с каждым из них.
Применив аналогичный Фергюнсону факторный анализ, Айзенк нашёл два фактора, названных им «Радикализм» (R-фактор) и «Умеренность» (T-фактор). В то время как первый фактор легко соотнести с осью «право-лево», то T-фактор являлся новшеством. Люди, набравшие большое количество очков по данному фактору, поддерживали пацифизм, расовое равенство, религиозное образование, ограничение на аборты, набравшие меньшее количество очков поддерживали милитаризм, жесткие наказания, упрощённое бракоразводное законодательство.
Несмотря на различия методологии, факторы, обнаруженные Фергюсоном (Религионизм и Гуманитарианизм) и Айзенком сильно коррелируют Факторы, выделенные Айзенком, позднее были найдены факторным анализом данных во Франции и Японии, Германии и Швеции.
Одной из интересных находок Айзенка было то, что в арабских государствах была представлена только Т-ось и ничего похожего на радикально-консервативный континуум.
В дальнейших исследованиях Айзенк обнаружил на оси «лево-право» раскол между экономической и социальной политикой, что позволило ему ввести новую ось — «социализм — капитализм» (S-фактор).
Новый фактор обнаруживал сильную корреляцию с исходным R-фактором, хотя имелись некоторые различия — новый фактор имел отношение к экономическому неравенству и большому бизнесу, в то время как R-фактор оперировал в основном с отношением к преступникам, военным и сексуальным вопросам.

### Исследования Рокича
Милтон Рокич, не удовлетворённый работой Айзенка, разработал двухосную модель, оси которой составляли «равенство» и «свобода». Для апробации модели Рокич с коллегами провёл контент-анализ работ, представляющих нацизм (А. Гитлер), коммунизм (В. И. Ленин), капитализм (Б. Голдуотер) и социализм (написанные рядом авторов).
По частоте употребления понятий, выделенных Рокичем, и их синонимов, «свобода» и «равенство» получили следующие ранги:
- Социалисты — свобода № 1, равенство № 2
- Гитлер — Свобода № 16, равенство № 17
- Голдуотер — свобода № 1, равенство № 16
- Ленин — свобода № 17, равенство № 1.

## Иные предложенные оси

Многоосевая политическая схема, противопоставляющая авторитарный и либертарный социализм.

Американский Федералистский журнал предложил только 1 ось — «степень госконтроля», помещая на один полюс — «Коммунизм/фашизм», а на другой «Анархию».
В 1998 году политолог Вирджиния Постел предложила иную одиночную ось, имеющую отношение к взглядам на будущее.
Один полюс представлен теми, кто боится будущего и хочет его контролировать — «стазисты», на другом полюсе — те, кто не строит планы и не желает контролировать будущее — «динамисты», что отражает по сути спектр — утописты — антиутописты.
Некоторые другие предложенные оси:
- По отношению к свободам: коллективисты — индивидуалисты.
- По отношению к конфликтам: предпочитающие переговоры могут быть отнесены влево, торги — по центру, силу — вправо[9].
- По отношению к церкви: клерикаризм — антиклерикаризм
- Село или город.
- Внешняя политика: интервенционализм — изоляционизм.
- Отношения к группам стран: например, про-советские или про-американские партии в период Холодной войны.
- Международное взаимодействие: международное сотрудничество или право государства на индивидуальную политику.
- Политическое насилие: пацифизм против милитаризма. В США носители данных взглядов соответственно называются «голуби» и «ястребы».
- Внешняя торговля: свободная торговля против протекционизма.
- Свобода торговли против равенства торговли. Свободная торговля без ограничений против ограничений, диктуемых общественным благом.
- Разнообразие: мультикультурализм (в обществе должно быть разнообразие культурных идей) против национализма.
- Участие: демократия (власть народа) против аристократии (власть компетентных) против тирании (власть одного человека).
- Свобода: позитивная, где права накладывают обязательства на других, против негативной свободы, когда права запрещают другим вмешиваться.
- Социальная сила: традиционализм (контроль) против анархизма.
- Изменение: радикалисты (верящие в быстрые изменения) и прогрессивисты (верящие в пошаговые изменения) против консерваторов (за сохранение статуса кво) против реакционеров (за откат назад).
- Происхождение власти государства: люди делегировали свои полномочия государству против анархо-примитивистов против абсолютистов[10].
- Устройство государства: унитаристы, федералисты, сепаратисты. Либо центристы против регионалистов.

## Иные многоосные модели

### Схема Нолана

Схема, предлагаемая Political Compass Organization

Схема либертарианца Дэвида Нолана представляет собой «экономическую свободу» (налоги, торговля, свободное предпринимательство и т. д.) по горизонтальной оси и «индивидуальную свободу» (наркотики, аборты и т. д.) по вертикальной.
Модель Нолана можно считать моделью Айзенка, перевернутой на 45 градусов, традиционная ось «право-лево» является диагональю.
Также имеются 2 трёхосные модели схемы Нолана.
Фризский институт добавил ось «позитивной свободы».
Русский вариант схемы делит экономическую ось Нолана на две оси — корпоративную экономику (ось z) и индивидуальную экономику (ось y).

### Модель Гринберга и Джонас
В 2003 году Джефф Гринберг и Ева Джонас предложили модель с двумя осями: «лево — право» и ось, представляющая политическую ригидность. Последняя, по мнению авторов, соотносится с концепциями догматизма и авторитаризма и характеризуется «верой в сильных лидеров и подчинение, предпочтением собственной группы, этноцентризмом и национализмом, агрессией против диссидентов, полицейским или военным контролем».

### Британская модель
В 2003 году Крис Лайтфут предложил на основании опроса британцев 2 вектора собственных значений: стандартный — «лево-право», и второй, который отражает степень «политического прагматизма». По результатам исследования данные два вектора лучше всего описывают Британский политический спектр.

### Схема Пурнеля
Джерри Пурнель создал свою двухосную модель. Одна ось — «свобода» — те, кто слева, ищут свободы от контроля, справа — приветствуют контроль государства. Радикальные «левые» считают государство злом, крайне правые — превозносят государство. Другая ось — «рационализм», «левые» верят в рациональное разрешение социальных проблем, на противоположном полюсе находятся скептики в этом отношении.

### Схема Инглхарта

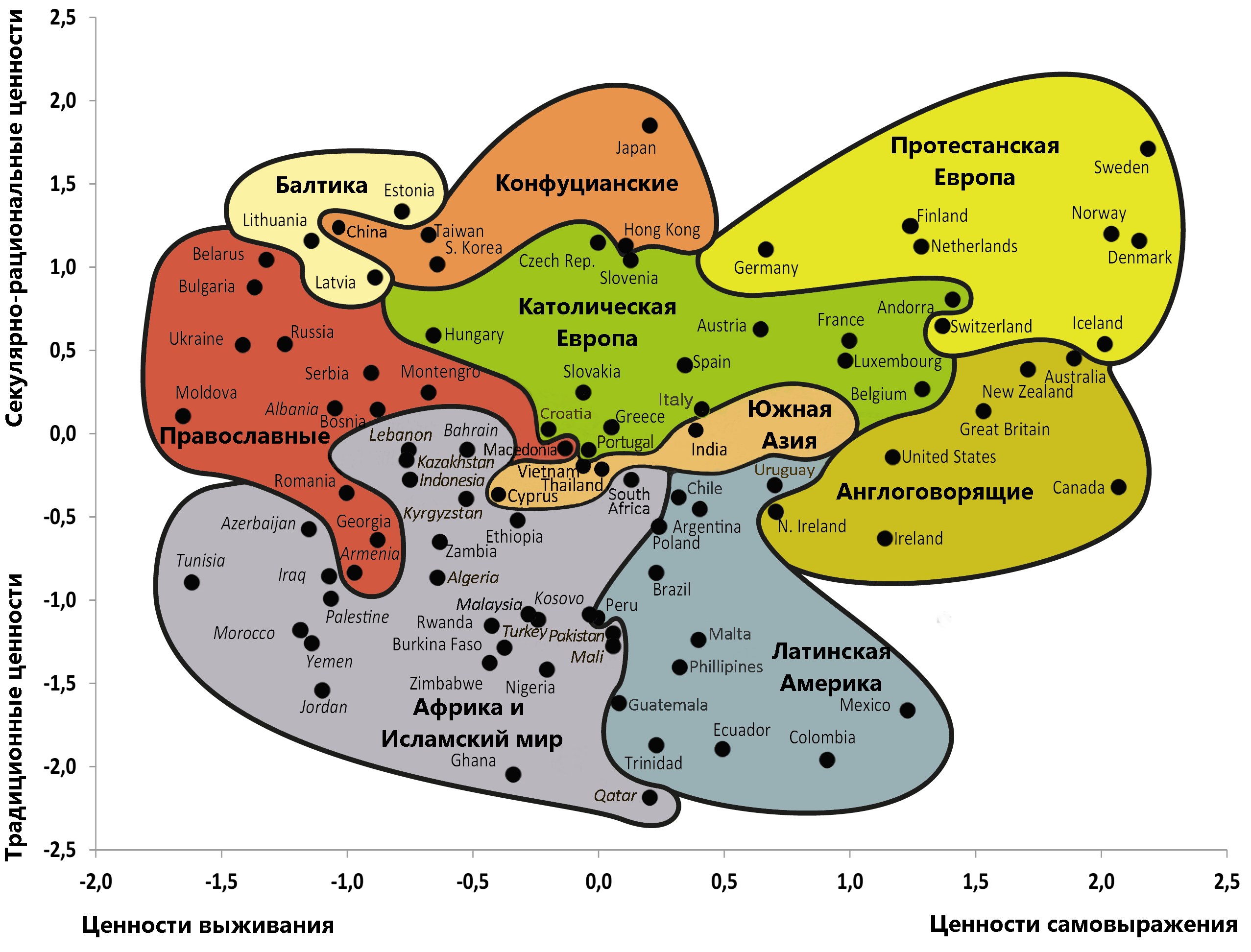
Воссозданная культурная карта мира Инглхарта—Вельцеля на основе Всемирного обзора ценностей.

В 2003 году социолог Рональд Инглхарт предложил 2 оси — по одной откладывались вопросы религии и традиции — патриотизм, аборты, эвтаназия, верховенство закона. Снизу расположены традиционалистские, сверху — секулярные позиции.
Ось х имеет отношение к самовыражению, к таким вопросам как внешний вид, отличия (в том числе иностранцы), инновации, политическая активность. Справа расположена позиция открытого самовыражения, слева — та позиция, которую Инглехарт назвал позицией выживания.
Данная схема позволят также сравнивать страны, например, страны ЕС расположены сверху справа, англоговорящие страны посередине справа, Латинская Америка внизу справа, Африка, арабские страны, южная Азия — внизу слева, бывшие коммунистические страны вверху слева.

### Митчелл: восемь способов управления страной
В своей книге Брайнан Патрик Митчелл обнаруживает 4 основных политических традиции в Англо-Американской истории. Митчелл анализирует современное американское политическое общество в срезе его отношения к «кратосу» — силе или к «архэ» — социальной дифференциации, и выделяет 4 традиции в западной политической мысли:
- республиканский конституционализм — за архэ, против кратоса
- либеральный индивидуализм — против архэ, против кратоса
- демократический прогрессивизм — против архэ, за кратос
- плутократический национализм — за архэ, за кратос.

по Митчеллу анархия — не отсутствие правительства, а отсутствие расслоения в обществе.
Митчелл также характеризует другие политические направления:
- коллективисты — амбивалентны к архэ, за кратос
- прогрессивисты — против архэ, за кратос
- радикалисты — против архэ, амбивалентны к кратосу
- индивидуалисты — против архэ, против кратоса
- палеолибералисты — амбивалентны к архэ, против кратоса
- палеоконсерваторы — за архэ, против кратоса
- теоконсерваторы — за архэ, амбиваленты к кратосу
- неоконсерваторы — за архэ, за кратос
- популизм — по Митчеллу ситуативен.

## Политические убеждения

Шкала Нолана

Политические убеждения — совокупность или система убеждений и взглядов на политику, экономику, устройство государства и общества, на то, какими должны быть законы и какой должна быть общественная мораль.
Политические убеждения нередко тесно переплетаются с другими личными убеждениями человека — с его верой или религией, его личной моралью и шкалой ценностей.
Политические убеждения могут отражаться или не отражаться в конкретных действиях, направленных на защиту или реализацию этих убеждений, например, в голосовании на выборах за конкретную политическую партию или движение, за конкретного кандидата, или в участии либо неучастии в митингах и демонстрациях протеста и т. д. и т. п.
В настоящее время политологами, социологами и социальными психологами признаётся, что эта шкала и само деление на «левых» и «правых» устарели и неадекватно отражают реально существующий спектр мнений в обществе. Так, совершенно непонятно, куда в этой шкале можно отнести, например, либертарианцев. Также у человека могут быть убеждения, в одной области (например, в экономической) считающиеся традиционными для «левых», а в другой (например, политической) считающиеся «правыми». Ситуация ещё более осложняется размыванием программно-идеологических различий и политическим сближением традиционных партий в западных политических системах в последние 100 лет, взаимопроникновением и взаимообогащением различных систем взглядов. Существенно и то, что в посткоммунистических странах, и особенно странах постсоветских, понятия «правизны» и «левизны» нередко употребляются в смысле, противоположном принятому на Западе — так, в эпоху перестройки либералов и антикоммунистов часто именовали «левыми», а традиционных ортодоксальных коммунистов — «правыми».

Типы политических спектров и качественные типы временных процессов.

В связи с тем, что линейная политическая шкала («правые» и «левые») не позволяет достаточно корректно отразить взгляды как на роль государства в контроле жизни общества, так и на роль государства в обеспечении социального равенства, то используются также «политический компас» (отмечающий, наряду с осью «левые»—"правые", отображающей отношение к экономическим вопросам, распределение на либертарианские и авторитарные общественно-политические убеждения) — шкала, предложенная американским либертарианцем Дэвидом Ноланом в 1970 г.:
- консерваторы, или правые (сторонники жёсткого контроля государства за жизнью общества и противники участия государства в перераспределении доходов от богатых к бедным);
- либералы, или левые (противники жёсткого контроля государства за жизнью общества и сторонники участия государства в перераспределении доходов и богатства от богатых к бедным);
- либертарианцы (противники жёсткого контроля государства за жизнью общества и противники участия государства в перераспределении доходов от богатых к бедным);
- тоталитаристы (сторонники жёсткого контроля государства за жизнью общества и сторонники участия государства в перераспределении доходов от богатых к бедным).

## Политический спектр по странам

Динамика политического спектра России в 1990—2006 гг.

Политический компас для российских политиков и общественных деятелей по данным Slon.ru и «Дождь».

### Политический спектр в России и прогнозирование
Политический спектр также может использоваться как прогностический инструмент.
Показательны в этом смысле работы С. С. Сулакшина
В своей работе авторы рассматривают политический спектр с точки зрения его количественного представления.
Количественная оценка позиций политических партий позволяет проследить динамику изменчивости политического спектра, выявить степень чувствительности политического спектра к политическому процессу, что, в свою очередь, дает основания для разработки методики мониторинга и прогнозирования политического процесса в России.
Были построены политические спектры на основе количественных оценок результатов поименных голосований депутатов Съезда Народных Депутатов РСФСР (1990—1993 г.) и Государственной думы РФ (1994—2006 гг.).
В работах было математически доказано, что существует определенная оптимальная ширина политического спектра, наличие которой гарантирует устойчивое развитие страны (положительную динамику обширного ряда значимых статистических показателей). В то же время бесконечно узкий и бесконечно широкий спектр ведут к стагнации, революции и т. д. Таким образом, изменение в политическом спектре позволяют прогнозировать те или иные тенденции в развитии страны.
Также было доказано, что в краткосрочном периоде именно политический спектр определяет динамику показателей, а не наоборот.
По состоянию на 2012 год политический спектр основных системных политических партий представлен следующим континуумом: 1) левые (коммунисты) — КПРФ; 2) левый центр (социалисты) — «Справедливая Россия»; 3) центр — «Яблоко» (левые либералы) и «Правое дело» (правые либералы); 4) правый центр (консерваторы) — «Единая Россия»; 5) правые — ЛДПР. Партии центра не представлены в Государственной Думе.